# Варіанти арабських цифр
Існують різні стилістичні та типографічні варіації арабської системи цифр.

## Цифри старого зразка

Hoefler Text, сучасний шрифт, використовує ці «старі» цифри.

Цифри, що використовуються в західних країнах, мають дві форми: рядкові («в лінію» або «на повний зріст») цифри, як їх бачать на друкарській машинці та вчать у Північній Америці, і цифри старого зразка, у яких цифри 0, 1 і 2 розташовані на висоті x; цифри 6 і 8 мають чаші в межах x-висоти, і висоти; цифри 3, 5, 7 і 9 мають спадні від x-висоти; а цифра 4 лежить уздовж базової лінії. Лінійкові фігури зазвичай мають однакову ширину, оскільки це робить друк математичних і тригонометричних таблиць простішим і зрозумілішим для читання. Якщо цифри зустрічаються в реченнях, наприклад, коли дату вказано цифрами в рядку тексту, перевагу надають цифрам без підкладок.
Британська преса надає перевагу «старим» цифрам, хоча друкарські машинки їх не підтримують, і в Юнікоді їм не виділено окремого значення. Цифра 1 у старому стилі може виглядати як зменшена літера «I», що інколи призводить до плутанини, наприклад, між числом 11 і римським II. У шрифтах без зарубок цифру 1 часто плутають із малою літерою l (L) та великою I (I).
Існує різниця між датською / норвезькою літерою «Ø», латинською літерою «O» та цифрою «0». Рукописні дані, які потрібно ввести в комп'ютер, потребують розрізнення літери «О» та цифри «0». В англомовних країнах нуль часто скорочували в технічному тексті та використовували в багатьох комп'ютерних клавіатурах, екранах і методах друку. Деякі ранні комп'ютеризовані системи для менеджерів припускали, що цифра буде вводитися частіше, ніж літера, тому вони замість цього скоротили літеру. З часом це стало практикою меншин, і це дуже заплутало людей, які розмовляють данською та норвезькою мовами.
Є три способи поставити галочку на цифрі нуль, щоб відрізнити її від літер O та Ø. Галочка у верхньому правому куті походить від попередньої практики, галочка у верхньому лівому куті використовується для запобігання плутанини з усіма попередніми практиками, а шрифт із дуже низькою роздільною здатністю Fixedsys має внутрішню галочку, яка не розширюється поза чашею, у верхньому правому та нижньому лівому кутах. Це найелегантніший, але щоб написати його на сотнях інвентарних тегів, знадобилося б чимало зусиль. Скандинавські країни віддають перевагу цифрі нуль із крапкою посередині, хоча дисплеї з низькою роздільною здатністю можуть сплутати її з цифрою вісім, і для того, щоб точно поставити крапку кульковою ручкою, потрібно більше часу, ніж для того, щоб поставити галочку.

## Інші варіації
«Перехрещена сімка» широко використовується в Європі, але, за межами математики, епізодично використовується в Сполучених Штатах, і її заборонено писати на деяких інвентарних бірках, які оптично зчитуються комп'ютерами[джерело?].
Є дві форми цифри один, що використовується у Франції, як видно на капотах Citroën:
- числівник один з великою початковою рискою та підзарубкою; і
- цифра один з довгою початковою рискою, яка починається під нижньою зарубкою і увігнута вгору.

У Центральній Європі використовується «один», який має дві напівзасічки, тому виглядає дещо як Z. У цьому регіоні також використовується цифра чотири, яка виглядає як блискавка, а в деяких районах Східної Європи, як видно на румунських танках, є цифра чотири, яка не має замкнутої петлі, але має форму грецького хреста зі штрихами. Зазвичай цифру два не ставлять похилою, а літеру Z — так, оскільки рукописну форму можна сплутати з цифрою два.